# Communauté de communes de la Plaine de l'Ain
La communauté de communes de la Plaine de l'Ain (CCPA) est une communauté de communes située dans le département de l'Ain et la région Auvergne-Rhône-Alpes, regroupant 53 communes. 

## Historique

### District
Le 8 juin 1973, en application de la loi Marcellin sur le regroupement des communes, le préfet de l'Ain créée le district de la Plaine de l'Ain.
Le siège provisoire est à Meximieux. Les séances se tiennent à l'école Pivarel. Les délégués sont au nombre de 47.
Les 29 communes regroupaient toutes celles du canton de Lagnieu (13), du canton d'Ambérieu (8) et une large fraction du canton de Meximieux (8) représentant 31 800 habitants.
Le 11 janvier 1975, la première réunion se tient au château de Chazey propriété du district depuis 1974.
En 1993, 20 ans après sa création, le district regroupe 48 000 habitants.

### SIVOM
Le 11 juin 1994, le conseil de district décide de se transformer en SIVOM.
Le 9 mars 1996, 4 nouvelles communes du canton de Meximieux (Faramans, Saint-Éloi, Joyeux, Le Montellier), intègrent l'intercommunalité qui compte désormais 33 communes.

### Communauté de communes
En 2002, l'intercommunalité décide de passer à la fiscalité directe en se transformant en communauté de communes à TPU (taxe professionnelle unique), les très lourdes charges d'emprunt liées au lycée de la plaine de l'Ain ayant été résorbées et le temps étant venu de créer une T.E.O.M. hors de portée d'un SIVOM. Cette transformation est actée par un arrêté préfectoral du 15 décembre 2002.
Le passage en communauté de communes marque un changement en matière de redistribution de moyens en direction des communes.
Le 1er janvier 2017 dans le prolongement de la loi NOTRe, la communauté de communes de la Plaine de l’Ain change de périmètre en intégrant les communes des anciennes communautés de communes de la  Vallée de l'Albarine (sauf Évosges et Hostiaz) et Rhône-Chartreuse de Portes.

## Territoire communautaire

### Géographie
Même si le nom de la communauté comprend le mot plaine une part du territoire est montagneux et occupe une partie du Bas-Bugey. Le reste s'étend en Côtière.  

### Communes membres
En 2021, la communauté de communes est composée des 53 communes suivantes :

| Nom                       | Code Insee | Gentilé            | Superficie (km2) | Population (dernière pop. légale) | Densité (hab./km2) |
| ------------------------- | ---------- | ------------------ | ---------------- | --------------------------------- | ------------------ |
| Chazey-sur-Ain (siège)    | 01099      | Chazeyens          | 21,95            | 1 613 (2022)                      | 73                 |
| L'Abergement-de-Varey     | 01002      | Abergementais      | 9,15             | 273 (2022)                        | 30                 |
| Ambérieu-en-Bugey         | 01004      | Ambarrois          | 24,6             | 15 554 (2022)                     | 632                |
| Ambronay                  | 01007      | Ambrunois          | 33,55            | 2 828 (2022)                      | 84                 |
| Ambutrix                  | 01008      | Butrians           | 5,22             | 764 (2022)                        | 146                |
| Arandas                   | 01013      | Arandassiens       | 14,1             | 140 (2022)                        | 9,9                |
| Argis                     | 01017      | Argissiens         | 7,84             | 420 (2022)                        | 54                 |
| Bénonces                  | 01037      | Bénonçards         | 15,33            | 311 (2022)                        | 20                 |
| Bettant                   | 01041      | Bettaniers         | 3,37             | 762 (2022)                        | 226                |
| Blyes                     | 01047      | Blyards            | 9,32             | 1 351 (2022)                      | 145                |
| Bourg-Saint-Christophe    | 01054      | Bourtoirs          | 8,98             | 1 540 (2022)                      | 171                |
| Briord                    | 01064      | Briolands          | 12,29            | 1 102 (2022)                      | 90                 |
| Chaley                    | 01076      | Chaleysiens        | 4,6              | 127 (2022)                        | 28                 |
| Charnoz-sur-Ain           | 01088      | Charnoziens        | 6,62             | 925 (2022)                        | 140                |
| Château-Gaillard          | 01089      | Chateaugaillardans | 16,06            | 2 408 (2022)                      | 150                |
| Cleyzieu                  | 01107      | Cleyzolets         | 7,82             | 144 (2022)                        | 18                 |
| Conand                    | 01111      | Conandais          | 15,28            | 136 (2022)                        | 8,9                |
| Douvres                   | 01149      | Douvrois           | 5,26             | 1 108 (2022)                      | 211                |
| Faramans                  | 01156      | Faramantois        | 11,22            | 905 (2022)                        | 81                 |
| Innimond                  | 01190      |                    | 13,44            | 92 (2022)                         | 6,8                |
| Joyeux                    | 01198      | Joliacois          | 16,58            | 262 (2022)                        | 16                 |
| Lagnieu                   | 01202      | Lagnolans          | 27,25            | 7 321 (2022)                      | 269                |
| Leyment                   | 01213      | Leymentais         | 14,18            | 1 417 (2022)                      | 100                |
| Lhuis                     | 01216      | Lhuissars          | 24,43            | 891 (2022)                        | 36                 |
| Lompnas                   | 01219      |                    | 12,69            | 162 (2022)                        | 13                 |
| Loyettes                  | 01224      | Loyettains         | 21,28            | 3 468 (2022)                      | 163                |
| Marchamp                  | 01233      |                    | 13,11            | 135 (2022)                        | 10                 |
| Meximieux                 | 01244      | Meximiards         | 13,75            | 8 198 (2022)                      | 596                |
| Montagnieu                | 01255      |                    | 6,22             | 684 (2022)                        | 110                |
| Le Montellier             | 01260      | Montiliens         | 15,38            | 329 (2022)                        | 21                 |
| Nivollet-Montgriffon      | 01277      |                    | 8,24             | 119 (2022)                        | 14                 |
| Oncieu                    | 01279      | Onciolans          | 7,76             | 72 (2022)                         | 9,3                |
| Ordonnaz                  | 01280      | Ordonnaxiens       | 14,88            | 146 (2022)                        | 9,8                |
| Pérouges                  | 01290      | Pérougiens         | 18,97            | 1 382 (2022)                      | 73                 |
| Rignieux-le-Franc         | 01325      | Rignards           | 15,02            | 1 131 (2022)                      | 75                 |
| Saint-Denis-en-Bugey      | 01345      | San-Deniens        | 2,61             | 2 258 (2022)                      | 865                |
| Saint-Éloi                | 01349      | Santaloins         | 14,26            | 524 (2022)                        | 37                 |
| Saint-Jean-de-Niost       | 01361      | Buyatins           | 14,19            | 1 862 (2022)                      | 131                |
| Saint-Maurice-de-Gourdans | 01378      |                    | 25,39            | 2 826 (2022)                      | 111                |
| Saint-Maurice-de-Rémens   | 01379      | Rémensois          | 10,35            | 758 (2022)                        | 73                 |
| Saint-Rambert-en-Bugey    | 01384      | Rambertois         | 28,55            | 2 179 (2022)                      | 76                 |
| Saint-Sorlin-en-Bugey     | 01386      | Saint-Sorlinois    | 9,07             | 1 140 (2022)                      | 126                |
| Saint-Vulbas              | 01390      | Villibadois        | 21,44            | 1 229 (2022)                      | 57                 |
| Sainte-Julie              | 01366      |                    | 11,15            | 1 092 (2022)                      | 98                 |
| Sault-Brénaz              | 01396      |                    | 5,61             | 1 007 (2022)                      | 180                |
| Seillonnaz                | 01400      |                    | 9,59             | 136 (2022)                        | 14                 |
| Serrières-de-Briord       | 01403      | Serrièrois         | 8,03             | 1 329 (2022)                      | 166                |
| Souclin                   | 01411      | Souclinois         | 13,19            | 263 (2022)                        | 20                 |
| Tenay                     | 01416      | Tenaysiens         | 13,12            | 1 024 (2022)                      | 78                 |
| Torcieu                   | 01421      | Torciolans         | 10,72            | 744 (2022)                        | 69                 |
| Vaux-en-Bugey             | 01431      | Vauxois            | 8,22             | 1 218 (2022)                      | 148                |
| Villebois                 | 01444      | Villeboisiens      | 14,46            | 1 200 (2022)                      | 83                 |
| Villieu-Loyes-Mollon      | 01450      | Villacuciens       | 15,91            | 3 831 (2022)                      | 241                |

### Démographie
| 1968   | 1975   | 1982   | 1990   | 1999   | 2010   | 2015   | 2021   |
| ------ | ------ | ------ | ------ | ------ | ------ | ------ | ------ |
| 40 313 | 44 609 | 48 594 | 56 073 | 61 664 | 72 679 | 76 879 | 81 249 |

## Organisation

### Siège
La communauté de communes a son siège au château de Chazey-sur-Ain

### Élus
La communauté de communes est administrée par son conseil communautaire, composé, pour la mandature 2020-2026,  de 84 conseillers municipaux représentant chacune des 53 communes membres et répartis en fonction de leur population de la manière suivante, :
- 13 délégués pour Ambérieu-en-Bugey ;

- 7 délégués pour Meximieux ;

- 6 délégués pour Lagnieu ;

- 3 délégués pour Loyettes et Villieu-Loyes-Mollon ;

- 2 délégués pour Ambronay, Saint-Denis-en-Bugey, Saint-Maurice-de-Gourdans et Saint-Rambert-en-Bugey ;

- 1 délégué ou son suppléant pour les 44 autres communes.
Au terme des élections municipales de 2020 dans l'Ain, le conseil communautaire renouvelé a réélu le 17 juillet 2020 son président, Jean-Louis Guyader, maire de Charnoz-sur-Ain, ainsi que ses 11 vice-présidents, qui sont : 
1. Marcel Jacquin, maire de Saint-Vulbas, chargé des mobilités ;
2. Daniel Fabre,  maire d'Ambérieu-en-Bugey, chargé du développement économique et environnemental ;
3. André Moingeon, maire de Lagnieu, chargé de la collecte et du traitement des déchets ;
4. Élisabeth Laroche, maire de Meximieux, chargée des finances, du budget et des mutualisations
5. Joël Brunet,  maire de Château-Gaillard, chargé des travaux, des bâtiments, du patrimoine et de l’urbanisme
6. Bernard Perret,  maire de Bourg-Saint-Christophe, chargé de l’habitat, du logement et de la politique de la Ville
7. Jean-Pierre Gagne,  maire de Loyettes, chargé du sport et de la jeunesse ;
8. Éric Beaufort, maire de Villieu-Loyes-Mollon, chargé du commerce et référent Gens du voyage ;
9. Aurélie Petit, ? , chargée de la culture et des évènements ;
10. Daniel Martin, maire de Blyes,  chargé des énergies nouvelles ;
11. Patrick Millet, maire de Saint-Sorlin, chargé du tourisme.

Le bureau communautaire est constitué pour la mandature 2020-2026 du président, des 11 vice-présidents et de 11 autres membres.

### Liste des présidents
| Période    | Période                        | Identité                  | Étiquette | Qualité |
| ---------- | ------------------------------ | ------------------------- | --------- | --- |
| 1973       | 1989                           | Jean- Émile Ravasseau     | DVD       | Chef d'entreprise Maire de Blyes (1995 → 2008) |
| 1989       | 1995                           | Jean- Marie Ronchet       | DVD       | Maire de Loyettes (1976 → 1995) |
| 1995       | 2007                           | Charles de la Verpillière | UMP       | Maire de Lagnieu (1995 → 2004) Conseiller général de Lagnieu (1988 → 2015) Président du conseil général de l'Ain (2004 → 2007) Député de l'Ain (2e circ.) ( 2007 → )   |
| 2007       | avril 2014                     | Jean-Pierre Herman        |           | Maire de Saint-Jean-de-Niost (1995 → 2020) |
| avril 2014 | En cours (au 25 novembre 2021) | Jean-Louis Guyader        | ex-UDI    | Expert comptable Maire de Charnoz-sur-Ain (2001 → ) Conseiller régional Président du SM du Parc industriel de la Plaine de l'Ain (PIPA) Réélu pour le mandat 2020-2026 |

### Compétences
La communauté de communes les compétences qui lui ont été transférées par les communes membres, dans les conditions déterminées par le code général des collectivités territoriales. Il s'agit de : 
- aménagement de l'espace : constitution de réserves foncières pour la mise en œuvre des compétences communautaires, conseil, appui et assistance aux communes en matière d'urbanisme et d'aménagement, schéma de cohérence territoriale (SCOT), pôle d'échanges multimodal d'Ambérieu-en-Bugey
- développement économique : actions de développement, zones d'activités, politique locale du commerce (soutien aux actions d'animation commerciale concernant l'ensemble des communes,  promotion du tourisme et office de tourisme) ;
- aires d'accueil des gens du voyage
- collecte et traitement des déchets
- gestion des milieux aquatiques et prévention des inondations (GEMAPI)
- plan climat-air-énergie territorial (PCAET)
- logement : programme local de l'habitat (PLH), opérations programmées d'amélioration de l'habitat (OPAH), soutien à la création de logements sociaux ;
- politique de la ville ;
- parcs de stationnement ;
- gymnase du lycée de la Plaine de l'Ain ;
- centre local d'information et de coordination gérontologique (CLIG)
- maison de services au public (MSAP) ;
- soutien aux acteurs locaux dans le cadre de la promotion du sport, de la culture, de l'insertion et de la jeunesse ;
- soutien aux formations post-baccalauréat ;
- Voies cyclables et ViaRhôna : itinéraires de randonnées
- Mobilités et déplacements.

### Régime fiscal et budget
La communauté de communes est un établissement public de coopération intercommunale à fiscalité propre.
Afin de financer l'exercice de ses compétences, l'intercommunalité perçoit la fiscalité professionnelle unique (FPU) – qui a succédé à la taxe professionnelle unique (TPU) – et assure une péréquation de ressources entre les communes résidentielles et celles dotées de zones d'activité.
Elle reverse une dotation de solidarité communautaire (DSC) à ses communes membres.

### Organismes de coopération
La communauté de communes est membre en 2021 des organismes de coopération suivants : 
- Syndicat mixte du parc industriel de la plaine de l'Ain  ;
- SITOM Nord Isère ;
- Syndicat de la rivière d'Ain Aval et de ses affluents ;
- Syndicat mixte Bugey Côtière Plaine de l'Ain (BUCOPA) ;
- Syndicat des rivières Dombes - Chalaronne - Bords de Saône ;
- Syndicat mixte de traitement des déchets ménagers et assimilés (ORGANOM).

## Projets et réalisations
Conformément aux dispositions légales, une communauté de communes a pour objet d'associer des « communes au sein d'un espace de solidarité, en vue de l'élaboration d'un projet commun de développement et d'aménagement de l'espace ».